# Friedrich von Vittinghoff
Le baron Friedrich von Vietinghoff ou Vittinghoff de la branche catholique Schell de Schellenberg, né en 1874 et mort en 1959, est un aristocrate allemand issu de la famille von Vietinghoff qui était membre du parti politique Zentrum.

## Biographie
Frédéric est un membre de la famille von Vietinghoff. Ses parents sont Max Friedrich baron von Vittinghoff dit Schell zu Schellenberg (1840-1898) et Maria comtesse Droste zu Vischering von Nesselrode-Reichenstein (1848-1890).
En 1900, il épouse la comtesse Maria Rudolfine von Mirbach zu Harff (1875-1945), une fille d'Ernst von Mirbach-Harff (de). Ce mariage donne naissance à huit enfants, dont son fils Felix von Vittinghoff-Schell (de) (1910-1992).
Vittinghoff obtient son diplôme de l'académie de chevalerie rhénane en 1893, puis étudie le droit pendant deux semestres à l'université de Göttingen.
En 1894, il sert comme volontaire d'un an dans le 4e régiment de cuirassiers (de).
Le baron von Vietinghoff est héritier du fideicommis seigneurial du château de Schellenberg, près de la ville d'Essen, ainsi que des châteaux de Wittringen, près de Gladbeck, et de Kalbeck (de), près de Weeze et héritier du titre de drossart de l'abbaye d'Essen. 
De 1908 à 1918, le baron est membre de la chambre des seigneurs de Prusse. Il est capitaine de cavalerie pendant la Guerre de 1914-1918. Il est ensuite membre du Landtag (de) de Rhénanie jusqu'en 1933 au sein du Zentrum et démissionne de ses fonctions officielles à la prise de pouvoir du parti NSDAP en 1933.
Le pape Benoît XV le nomme camérier secret auprès du trône pontifical en 1921.